# Тельч, Эдуард

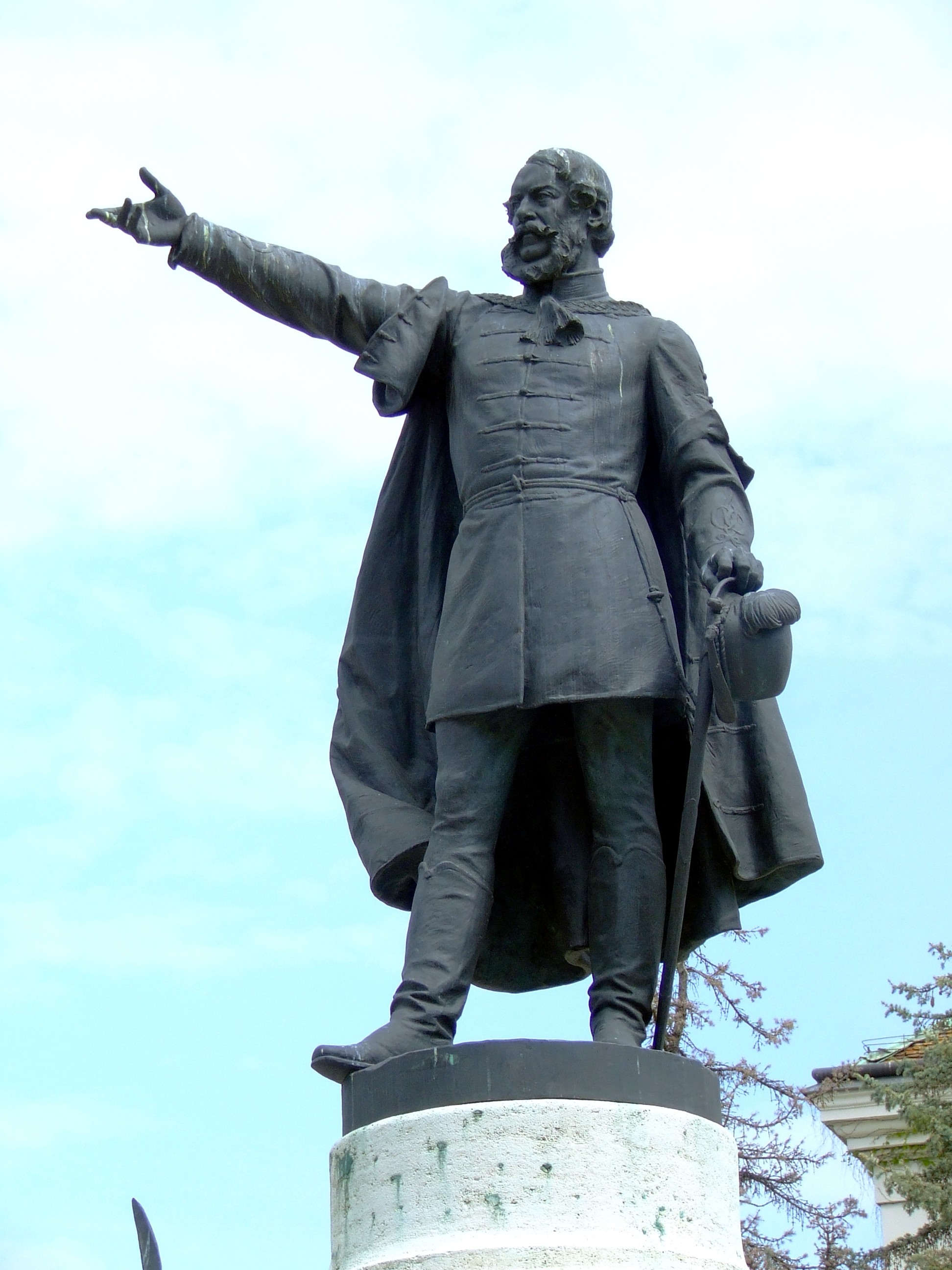
Памятник Лайошу Кошуту в Кечкемете

Эдуард Тельч (Эде Тельч, нем. Eduard Teltsch, венг. Telcs Ede; 12 мая 1872, Байя, Венгрия — 18 июля 1948, Будапешт) — венгерский скульптор и медальер.

## Биография
Эдуард Тельч учился в гимназии в Суботице, затем с 1887 года в ремесленной школе в Будапеште. В 1888 году поступил в Венскую академию художеств, где до 1892 года изучал скульптуру у Эдмунда фон Хельмера и в 1892 году был награждён премией Фюгера. Впоследствии до 1895 года Тельч обучался скульптуре в специализированной школе у Каспара фон Цумбуша. В 1893 году его первые работы демонстрировались в Мючарноке. В 1895 году Тельч работал у Дьёрдя Залы, а в 1896 году открыл собственную мастерскую в Будапеште. В 1896 году скульптуры Тельча участвовали в Будапештской выставке тысячелетия, в 1906 году портреты и путто работы Тельча демонстрировались на Всемирной выставке в Милане. Эдуард Тельч создал скульптурный портрет Томаса Грешема для украшения фасада дворца Грешема в Будапеште, памятник Лайошу Кошуту в Кечкемете, бюст политика Дежё Силадьи, памятник Михаю Вёрёшмарти на площади Вёрёшмарти (совместная работа с Эдуардом Каллошем), статую Ласло I для ансамбля площади Героев в Будапеште, и памятники на могилах Миклоша Барабаша и Михая Мункачи.
Эде Тельч много путешествовал по Италии, Франции, Германии и Англии, в 1920—1922 годах проживал в Утрехте. По возвращении на родину создал детскую скульптурную группу для купальни в отеле «Геллерт» и памятник Игнацу Альпару у замка Вайдахуньяд в Варошлигете.
Вместе с Ференцем Сарновским и Фюлюпом Беком Эде Тельч считается основоположником венгерского медальерного искусства. Тельч создал медали и плакеты с портретами политиков Ференца Деака и Дьюлы Андраши, художника Ференца Сольдатича и музыканта Давида Поппера и медали «Материнство» и «Сидящий фавн». Работы Тельча участвовали в различных международных художественных выставках в Антверпене, Дрездене, Брюсселе, Монце, Барселоне, Париже и Венеции, а также во Всемирной выставке в Сент-Луисе. В мастерской Эдуарда Тельча работали скульпторы Дьюла Мураньи, Лайош Беран, Йожеф Ременьи и Пауль Винче. Эдуард Тельч состоял в Венгерском обществе прикладного искусства. Похоронен на кладбище Фаркашрети.